# Mikel Santiago
Mikel Santiago (Portugalete, 8 settembre 1975) è uno scrittore spagnolo autore di romanzi gialli e fantasy.
I suoi romanzi sono stati tradotti in varie lingue.

## Biografia
Terminati gli studi superiori, ha studiato sociologia. Per circa un decennio ha vissuto in Irlanda e nei Paesi Bassi prima di stabilirsi a Bilbao. Alterna la sua attività di scrittore con quella di 
musicista in un gruppo rock e di appassionato di software.
Si è avvicinato alla letteratura pubblicando racconti e storie brevi su internet, pubblicando senza editore quattro libri: Historia de un crimen perfecto (2010), La isla de los cien ojos (2010), El perro negro (2012) e Noche de Almas y otros relatos de terror (2013), tramite una piattaforma per scrittori indipendenti che ne consentiva la distribuzione in librerie come Barnes & Noble e iBooks. Tre dei suoi lavori si sono classificati nell'elenco dei dieci titoli più venduti negli Stati Uniti.
Nel 2014 ha pubblicato il suo primo romanzo con una casa editrice, Ediciones B, dal titolo La última noche en Tremore Beach, che ha venduto oltre 40 000 copie ed è stata tradotta in una ventina di lingue. La casa produttrice di Alejandro Amenábar ne ha acquisito i diritti per un adattamento cinematografico o televisivo. 
Nel 2015 ha pubblicato il suo secondo romanzo, sempre con Ediciones B, intitolato El mal camino, a cui hanno fatto seguito El extraño verano de Tom Harvey (2017), La isla de las últimas voces (2018) e la Trilogia di Illumbe, composta da El mentiroso (2020), En plena noche (2021) e Entre los muertos (2022) tutti pubblicati con Ediciones B.

## Opere

### Romanzi
- La última noche en Tremore Beach, Ediciones B, 2014
- El mal camino, Ediciones B, 2015
- El extraño verano de Tom Harvey, Ediciones B, 2017
- La isla de las últimas voces, Ediciones B, 2018

Trilogia di Illumbe
- El mentiroso, Ediciones B, 2020
- En plena noche, Ediciones B, 2021
- Entre los muertos, Ediciones B, 2022

### Racconti
- Historia de un crimen perfecto, autopubblicato, 2010
- La isla de los cien ojos, autopubblicato, 2010
- El perro negro, autopubblicato, 2012
- Noche de Almas y otros relatos de terror, autopubblicato, 2013
- La huella , raccolta di racconti, autopubblicato, 2019

### Edizioni in lingua italiana
- Ultima notte a Tremor (La ultima noche en Tremore beach), Nord, 2024
- La strada delle ombre (El mal camino), Editore Nord, 2016
- L'estate del silenzio (El extraño verano de Tom Harvey), TEA Editore, 2018